# Château de Couffoulens
Le château de Couffoulens est un château situé au cœur du village de Couffoulens, dans le département de l'Aude, en France

## Origine du nom
Le nom du château, et plus tard celui du village, vient du latin confluens dû à sa position géographique au confluent de la rivière Aude et de son affluent le Lauquet. Situé sur une éminence à caractère défensif, ce site a été occupé très tôt au moins dès l'âge du fer. 

## Historique

### Origines

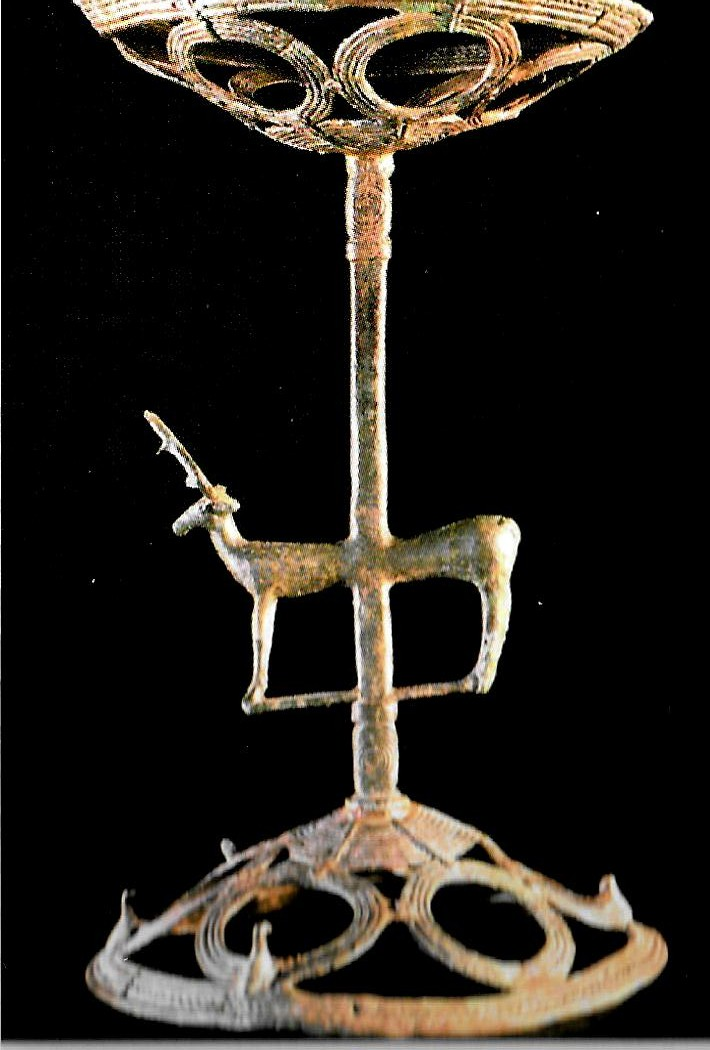
Thymiatérion (brûle-parfum).

Le territoire de Couffoulens est très riche sur le plan archéologique. Le site le plus connu est sans aucun doute une nécropole à incinération au lieu-dit Las Peyros situé sur une terrasse de l'Aude à environ 500 m au sud du château. Les recherches archéologiques effectuées dans les années 1970 ont permis la mise au jour d’une série de 35 loculi (petite fosse contenant la tombe et son mobilier) qui ont fourni une grande quantité d’objets datant des VIe et Ve siècles av. J.-C.
Accompagnant l'urne funéraire (un vase de céramique grise contenant les restes incinérés du défunt), des armes (fers et talons de lances, épées à antennes, javelot à longue tige de fer replié, couteaux), des accessoires de vêtements (fibules, agrafes), des bijoux (bracelet de fer, de bronze, une boucle d'oreille en argent, une perle en calcaire), des scalptorium (pinces à épiler), des gobelets, des coupes de céramique grise, côtoyaient des objets cérémoniels en bronze comme des simpulum (cuillères à long manche), une attache de courroie et un reste tordu de disque de tôle de bronze repoussée. 
Un objet très particulier, a été signalé par le propriétaire Jean Sarrand dans la partie centrale de la parcelle, qui a permis de localiser les premières tombes: un Thymiatérion (brûle-parfum), à la tige ornée d’un cerf et portant à chaque extrémité deux coupelles ajourées, celle du bas étant décorée de six petits oiseaux, tout de bronze également. 
L’influence de la culture ibère est nette et ce site révèle un peuplement qui commerçait avec le sud par l’axe de la rive droite de la vallée de l’Aude, probablement le long d'un itinéraire de passage ancien.

### Traces d'une occupation romaine
Deux voies romaines se croisaient à proximité du village : l'axe Carcassonne-Limoux par la rive droite de l'Aude et l'axe Malepeyre[Où ?]-Lagrasse. Jean Sarrand a prouvé que certaines chapelles rurales situées à moins de cinq kilomètres de village (Saint-Frichoux, Saint-Julien-de-Briola) ont été bâties sur d'anciennes latifundiae (fermes romaines).  
Au sommet de la partie rocheuse, au cœur du château, sous la cheminée de la grande salle, on peut observer un pan de mur en petit appareil carré, caractéristique des constructions romaines, ainsi que des fragments de pavements romains en opus spicatum (arête de poisson) et des fragments d'amphores.
De nombreux silos ont été découverts lors du creusement de la cave et sous les dalles de la grande salle. Ont-ils une origine romaine ou bien moyenâgeuse : l'un contient une représentation humaine dont la signification reste à déterminer.

### Le castrum de Couffoulens entre lesXIeetXIIIesiècles
En 1012, une première mention écrite du village fortifié de Quoffolent, de Roger dit Le Vieux comte de Carcassonne : « ipsa turre, neque ipsum castellum neque ipsa fortitia quae vocant Quoffolent », évoque explicitement une tour (turre), une résidence seigneuriale (castellum) et des fortifications (fortitias) lors d'un legs à son neveu. Il s’agit donc, à l'aube du XIe siècle, d’un ensemble fortifié important.

### Couffoulens et la féodalité languedocienne
Couffoulens fait partie des biens des comtes de Carcassonne dans le courant du XIe siècle, important sur le plan stratégique, cet éperon rocheux verrouille la vallée de l’Aude et sur le plan économique car il est mentionné dans les années 1067-1070 dans de multiples transactions avec les comtes de Barcelone: 
En 1067, à la mort de Roger III le dernier comte de Carcassonne, sa sœur Ermengarde de Carcassonne épouse de Raymond Bernard Trencavel vicomte d'Albi et de Nîmes, vend à Raymond Bérenger comte de Barcelone (qui passait pour l'homme le plus riche d'occident), Carcassonne ainsi que le château de Couffoulens : « Castrum de Confolent et ipsam villam cum suo terminio ». 
Le château de Couffoulens est excepté, en mars 1068, de la contre-cession faite par Raymond Bérenger comte de Barcelone, à Raymond-Bernard Trencavel, vicomte d'Albi et de Nîmes, « excepto ipso Castro de Confolent, cum suo terminio ». Couffoulens reste à Barcelone. 
Après plusieurs guerres, Trencavel finit par reprendre le pouvoir sur Carcassonne, les Trencavel deviennent vicomtes de Carcassonne et reprennent la possession de Couffoulens au détriment du comte de Foix et de son suzerain Raymond Bérenger comte de Barcelone. Mais en 1071, vente à nouveau du château de Couffoulens, par Rangarde, mère de Ermengarde de Carcassonne,  à Raymond Bérenger comte de Barcelone « Castro de Confolent, cum terminiis et pertinentiis suis ». 
En 1110, Couffoulens est retourné dans la possession du vicomte de Carcassonne Bernard Aton IV Trencavel qui fait hommage à l'abbé de La Grasse pour le château de Couffoulens : « Castrum de Coffolento ». La terminologie change avec Coffolento. Le mot castrum qualifie un ensemble complètement fortifié et cohérent.  
En 1149, Aimeric de Confolenio est un des témoins au serment et traité de protection de Raymond V comte de Toulouse en faveur de Roger Ier Trencavel, vicomte de Carcassonne. Carcassonne et Couffoulens passent sous l'influence du comte de Toulouse. En 1171, le castrum de Couffoulens est dans le douaire donné par Roger II Trencavel à son épouse, Adelaîde : « Castrum de Confolent, cum territorio et omnibus qinc ad ipsum castrum pertinent ». Il fait partie de l'important réseau de castra, qui entoure et protège Carcassonne.

### Débuts de la seigneurie des Voisins et l’hérésie à Couffoulens au milieu duXIIIesiècle

Le blason des Voisins : de gueules à quatre fusées d'argent rangées en fasce.

Durant la Croisade contre les Albigeois (1208-1229), le château de Couffoulens, appelé Couffolenco, est adjugé en 1215 à Pierre I de Voisins (1180-1233) compagnon d’arme de Simon de Montfort.  
Se succèdent de père en fils, comme seigneurs de Couffoulens: Pierre II de Voisins (1205-1256), appelé seigneur de Couflbulens en 1251, puis Guillaume de Voisins (1233-1308) devenu baron de Couffoulens après le rachat de plusieurs terres. Sénéchaux, (officiers du roi), ils se distinguent dans la répression de l’hérésie cathare car c’est au milieu du XIIIe siècle que l’activité des hérétiques est le mieux attestée à Couffoulens.
L'histoire de l’Inquisition au Moyen Âge de Jean Guiraud indiquent que de très nombreux cathares originaires du réseau de Couffoulens-Cavanac-Corneze-Leuc sont interrogés lors de l'inquisition vers 1240-1250 (Po Adalbert, Seignier, At Pela, Potelac...). Le plus engagé de ces hérétiques est certainement  Hugues de Roumeygous, viguier (juge) au château du temps des Trencavels. À la suite de la croisade, il est déclaré faidit (dépossédé de ses biens). Il participe ensuite à la défense de l’ultime bastion du catharisme Montségur et est mis au bûcher avec 210 autres hérétiques en 1244. 
À égale distance des villages de Couffoulens, Cavanac et Leuc, dominant la plaine du Lauquet, il existe un lieu-dit cathari. Garde-t-il le souvenir d'un lieu de rendez-vous de cathares ou bien est-il la mémoire d'un lieu de supplice ? Car il est très proche de l'ancien gibet dressé au Moyen Âge pour exécuter la justice rendue dans ces trois villages.
En septembre 1307, Philippe le Bel adressa aux sénéchaux l'ordre secret d’arrêter le même jour le vendredi 13 octobre 1307, tous les membres des chevaliers du Temple. Le seigneur de Couffoulens, Guillaume de Voisins, était lieutenant du sénéchal de Carcassonne. Son fils Amalric de Voisins eut connaissance du secret et put prévenir des Templiers logés au château de Bézu proche d'Alet. La divulgation du secret fut vite connue et Amalric, échappant de peu à la peine capitale, fut enfermé quelques mois dans la prison de Couffoulens, sous le donjon du château. (Les Templiers de Bézu furent arrêtés après avoir pu cacher 50 kilos de bijoux et d'or que l'on retrouva en 1860 dans un tertre au pied du château de Bézu au lieu-dit Charbonnières.)

### Évolution du logis seigneurial

#### Le donjon de Coffolentium bâti par les seigneurs de Voisins
Au milieu du XIIIe, ou au plus tard au début du XIVe siècle, ces Seigneurs du Nord construisent un nouveau château fort autour de celui des Trencavel gravement endommagé par la Croisade des albigeois (1208-1244) ou bien par un incendie fortuit. L'ancien château, a-t-il subi les ravages de la campagne du Prince Noir (Édouard de Woodstock 1330-1376) à l'automne 1355 ? Entre les murailles du XIe et du XIVe, dans un dépôt de cendres et de gravats mêlés, ont été retrouvés une monnaie, un gros de Louis I de Crecy (1304-1346) ainsi qu'un jeton de Nuremberg du XVIe siècle.  
À l'ouest de la partie sommitale, les seigneurs de Voisins adjoignent la tour maitresse que l'on peut observer aujourd'hui. Les murs (vraisemblablement bâtis entre 1245 et 1325) à l'appareil 0.20 x 0.30, entourent parfaitement ceux du XIe, ils sont très visibles à l’extérieur, du côté jardin.
Le donjon est construit selon l’architecture militaire de cette époque: c’est une tour massive dont le sommet était autrefois couronné de créneaux, offrant un passage, sur des hourds, que l'on distingue encore très bien au sommet du mur de la façade ouest, ainsi que des trous de boulin permettant l'établissement de ces échafaudages de bois en encorbellement.
La salle basse aux murs épais (de 1,82 m à 2,75 m au nord plus exposé) présente plusieurs astuces de défense courantes à cette époque-là : le sommet de la voute était percé d’un oculus ou trou d’homme qui est resté intact et qui permettait aux assiégés de s’échapper jusqu’à l’étage supérieur au moyen d’une échelle de corde et de lancer des projectiles sur les assaillants. Au fond, la belle porte ogivale était certainement une fausse porte: elle ouvre directement sur la paroi rocheuse ne laissant qu’un étroit passage de 0,31 cm. Ce front de taille présente des traces de broches. On pense que c'était une carrière destinée à fournir in situ le matériau du donjon. 
En 1610, François de Voisins, seigneur de Couffoulens, vend sa possession à Louis de Cayres (1550-1643) seigneur d’Antraigues et d’Hauterive.

#### Château de Couffoulens à l’époque renaissance
Il n'existe que très peu d'écrits de l'époque des Cayres d'Antraigues devenu par l'alliance de Madeleine de Cayres d'entraigues avec Marc de Calvières, le 2 juin 1646, propriété de Calvières; les archives du château ayant brulé à la révolution. Cependant, on[Qui ?] a retrouvé un récit plein de charme du mariage mouvementé de leur fille Charlotte de Calvières née en 1641, appelée Mademoiselle de Couffoulens avec Fulcran-Guilhem de Clermont Lodève Castelnaux. De Marc de Calvières, conseiller au parlement de Toulouse, mort en 1652 peu après la naissance de sa fille unique Charlotte, la baronnie est transmise à son frère Antoine, un temps aumônier de la reine Anne d'Autriche, puis militaire. À cette époque, une fenêtre à meneaux a été percée dans le mur ouest au premier étage du donjon. La croisée a disparu, vraisemblablement au XIXe à la suite de l’impôt sur les portes et les fenêtres. Plus tard, sur la façade sud du donjon, après le XVIe siècle, seront ouvertes les six grandes fenêtres que l'on voit actuellement. 

#### Château de Couffoulens à l’époque moderne
Les archives communales conservent des plans de la terre de Couffoulens dont l’un, dressé en 1777, présente au centre du village un grand bâtiment en forme de U désigné comme « Château de Couffoulens » adjoint sur le côté d’un bâtiment rectangulaire appelé : l’écurie de Madame de Poulpry. Ce plan représente donc le Château tel qu’il était (et tel qu’il est resté) pendant la grande époque des Castanier .

##### Château des Castanier

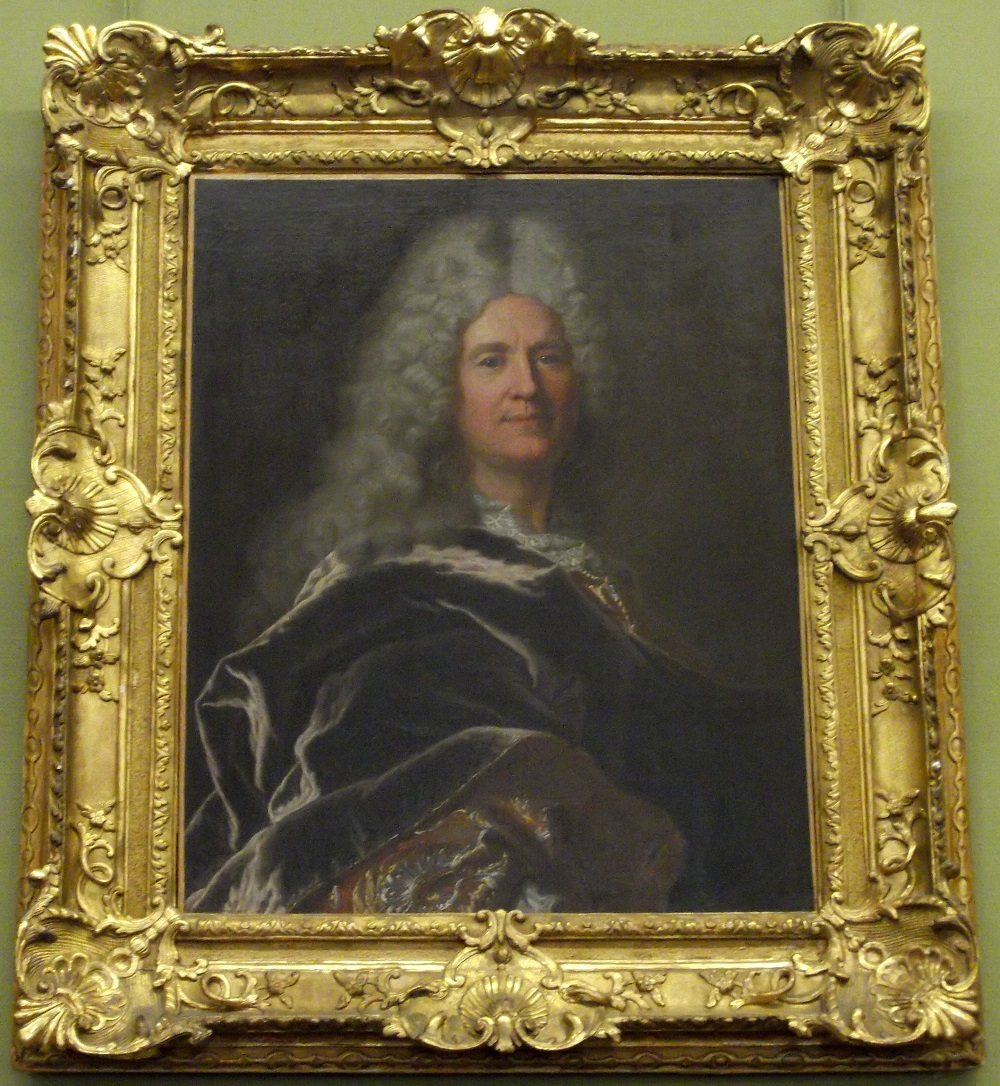
Portrait de Guillaume IV Castanier par Hyacinthe Rigaud. Musée des beaux-arts de Carcassonne

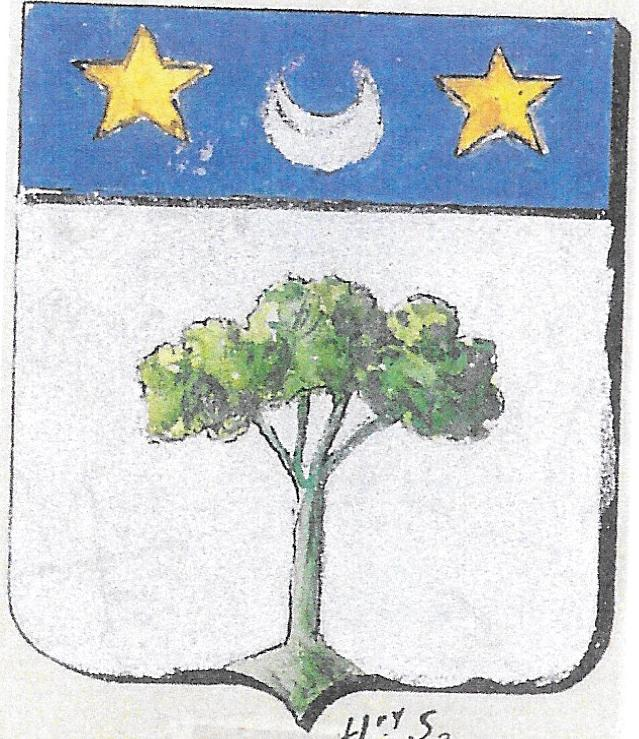
Le blason des Castanier: d’argent au châtaignier de sinople, fruité d’or sur un tertre du premier, au chef d’azur chargé d’un croissant d’argent montant, accosté de deux étoiles d’or

La famille Castanier  originaire de la Montagne Noire d’abord « laboureurs », c’est-à-dire exploitants agricoles, a su construire au XVIIIe siècle l’une des plus importantes fortunes du Languedoc. Financiers, négociants, manufacturiers, armateurs, les Castanier ont joué un rôle majeur dans les grandes entreprises financières et commerciales de l’époque : le système de Law, la Compagnie des Indes, le Commerce du Levant et les échanges atlantiques.
Au début du XVIIIe siècle, il n’existe dans le Languedoc que douze Manufactures Royales. Guillaume Castanier semble avoir eu toute la confiance de Colbert puisque la manufacture de la Trivalle qu’il fonde en 1699 est érigée en Manufacture Royale trois ans après. Cette manufacture occupe à elle seule près d’un millier de personnes. En 1710, il est autorisé à créer sa propre compagnie de commerce, la Compagnie des Indes et il se lance dans le négoce international vers les pays du Levant. 
En 1712, Guillaume IV Castanier achète la baronnie de Couffoulens à Charles de Calvières. On se demande pourquoi le richissime Castanier décide de vendre, en 1714, sa manufacture de la Trivalle. Cette manufacture est alors au sommet de sa prospérité et l’industrie drapière est en plein essor. Il semble que ce soit parce que le riche bourgeois veut absolument devenir gentilhomme. Il doit donc faire oublier l’origine industrielle de sa fortune et acheter une seigneurie. Il devient Secrétaire du Roi et est anobli en 1720, devenant Baron de Couffoulens et Comte de Clermont-Lodève.
Son frère François (1676-1759) s’installe à Paris en 1711 et ouvre une banque. Il joue un rôle important dans le système de Law. Il est nommé directeur de la Compagnie d'Occident le 20 septembre 1717 puis de la Compagnie des Indes lorsque celle-ci change de nom. D’après le Dictionnaire universel de la géographie commerçante, François Castanier apparait comme un surdoué du négoce international, pratiquant astucieusement le trafic des piastres : « Plusieurs y puisaient, mais Castanier seul le conduisait en grand négociant, il expédiait des marchandises pour le Mexique. Les piastres qui provenaient de leur vente étaient portées à Acapulco d'où elles passaient aux Philippines et au-delà en Chine où on les convertissait en or. Cet habile homme par une circulation si lumineuse ouvrait une carrière dans laquelle il est bien étonnant que personne ne soit jamais entré ».[réf. nécessaire]
Voyant le danger de son évolution inflationniste, il réalise au plus haut cours, tous ses intérêts dans la banque, puis les convertit en terres. À la fin de sa vie, il possédait 23 seigneuries et 45 domaines. Sa fortune était évaluée à 20 millions de livres.
Que devint cette immense fortune ? François n’était pas marié, Guillaume IV, le Couffoulennois, eut deux fils : François II (1701-1729) et Guillaume V. Ce dernier fut tué en duel et François II Castanier n’eut qu’une fille Catherine Castanier (1729-1814) qui recueillit l’entier héritage. Catherine épouse en premières noces Jean Joseph Palarin, marquis de Loubère, et en seconde union le marquis Louis Marie de Poulpry, lieutenant général des armées du roi (équivalent de nos jours à un général de division). On prétendait que la marquise Catherine Francoise Castanier de Couffoulens pouvait venir de Paris à Carcassonne avec ses chevaux en couchant tous les soirs dans une de ses propriétés. Mais à la Révolution, elle émigra en Allemagne, tous ses biens furent alors saisis et confisqués. Elle ne revint que sous l’Empire pour trouver tous ses biens vendus. Elle mourut dans la pauvreté.

##### Famille Sarrand

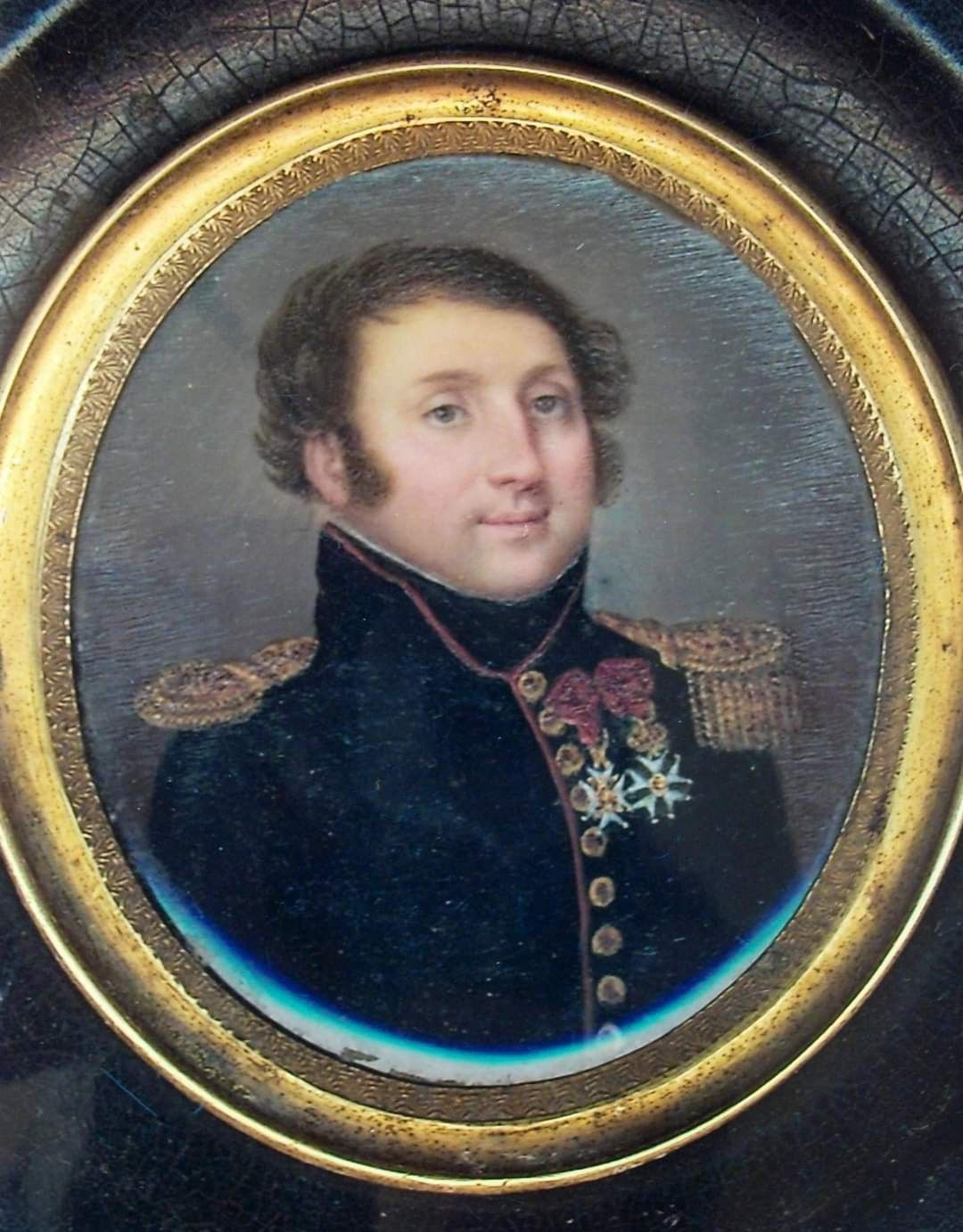
Jean-Louis Sarrand en 1824.

En 1666, Pierre Sarrand (+1730) quitte Portiragnes, près de Béziers, pour suivre Pierre Paul Riquet dans la grande aventure de la construction du canal des Deux Mers. P.P.Riquet lui confie en 1719 la gestion de l’écluse de Foucaud (ancien tracé du canal, près de Carcassonne) et lui attribue la charge héréditaire de Receveur du canal à ce péage. 
Son fils Pierre Sarrand (1705-1780), né à Vias arrive à Foucaud en 1724. il a deux fils : Antoine (1740-1820), mort sans postérité et Étienne Sarrand (1745-1830) receveur du canal et contrôleur des travaux à Castelnaudary. 
Étienne Sarrand achète, en 1793, le château de Couffoulens qui a été confisqué et vendu comme bien national à la Révolution. Son fils Jean-Louis Sarrand (1784-1842) d’où est issue la famille possédant le château actuellement, fut un grand officier de l’Empire participant à treize campagnes napoléoniennes entre 1803 et 1815 jusqu'à Waterloo où il eut la jambe fracassée et dut être amputé au-dessus du genou. Nommé maire de Carcassonne le 5 novembre 1835, il est révoqué le 21 février 1837 pour avoir montré trop de bienveillance envers le farouche républicain Armand Barbès (1809-1870), qui était son beau-frère.
Dans le seconde partie du XIXe, le château connut une longue période d'abandon, Alphonse Mahul en 1860 écrit « Le château de Couffoulens, bâti au sommet du mamelon avec les terrasses étagées sur de solides contreforts en muraille qui descendent jusqu'au confluent des deux rivières a été bâti par les Castanier dans le gout de leur époque et avec le luxe de leur maison. La vue perspective est toujours aussi belle mais la tenue est fort incorrecte »[réf. nécessaire]. C'est à cette période que les étages des deux ailes ont été abattus. Signe de cette époque romantique, une légende raconte que les soirs de grand vent, les villageois de Couffoulens pouvaient entendre les pas claudiquant du fantôme du commandant Sarrand errer dans le grand château vide.
Érudit, historien et viticulteur, Jean Sarrand (1898-1993), membre de la Société des Arts et des Sciences de Carcassonne et de la Société d’Études Scientifiques de l'Aude dont il fut président, a fait de nombreuses conférences entre 1955 et 1981. Grâce aux ressources provenant de la vigne, la restauration de l'édifice commencée vers 1960, sous le contrôle des monuments historiques, a permis, en un premier temps, de remettre en valeur les façades. Elle se poursuit activement sous l'impulsion de ses descendants.

## Description du Château

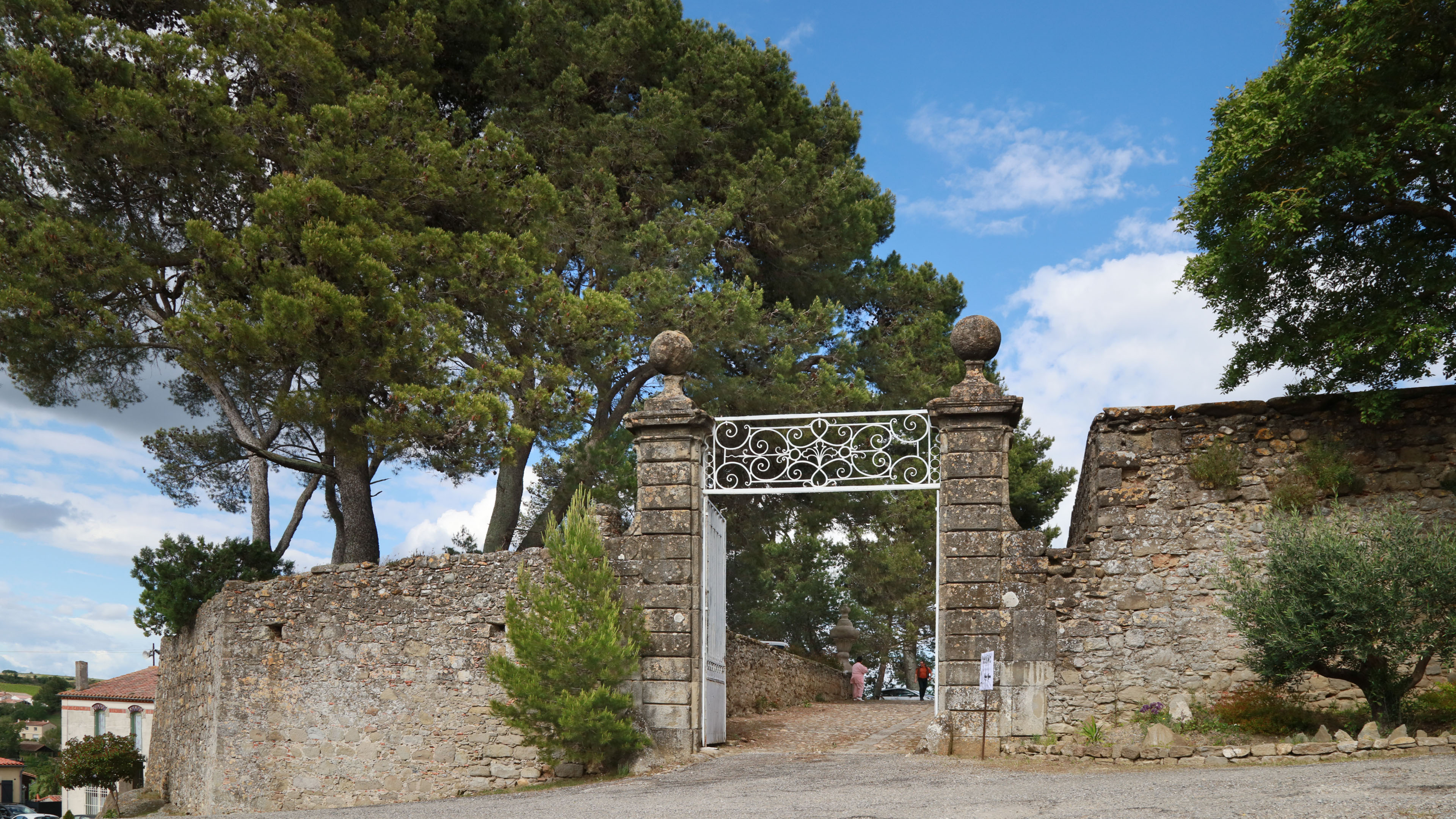
Le portail d'entrée.
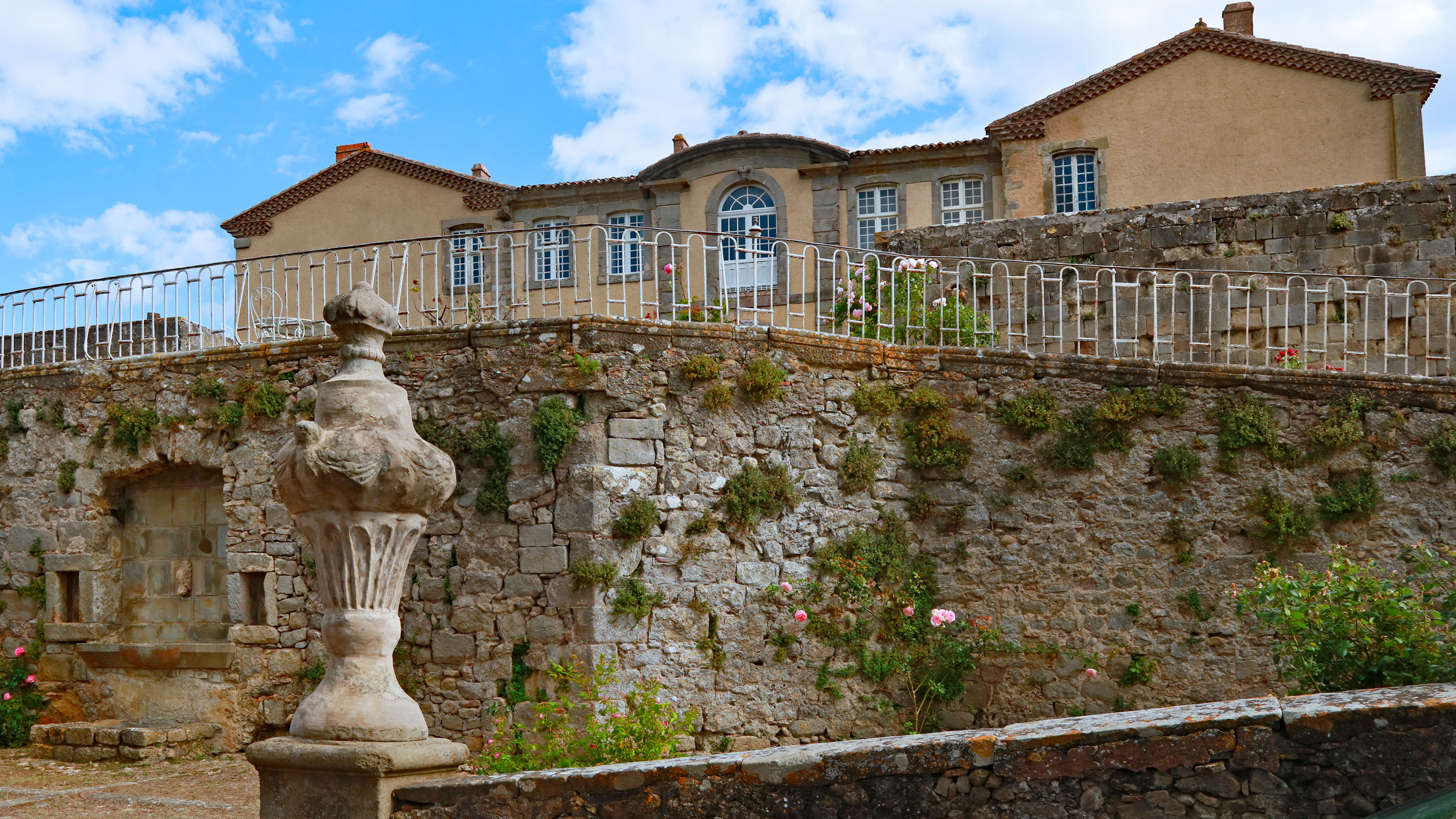
Accès à la terrasse.
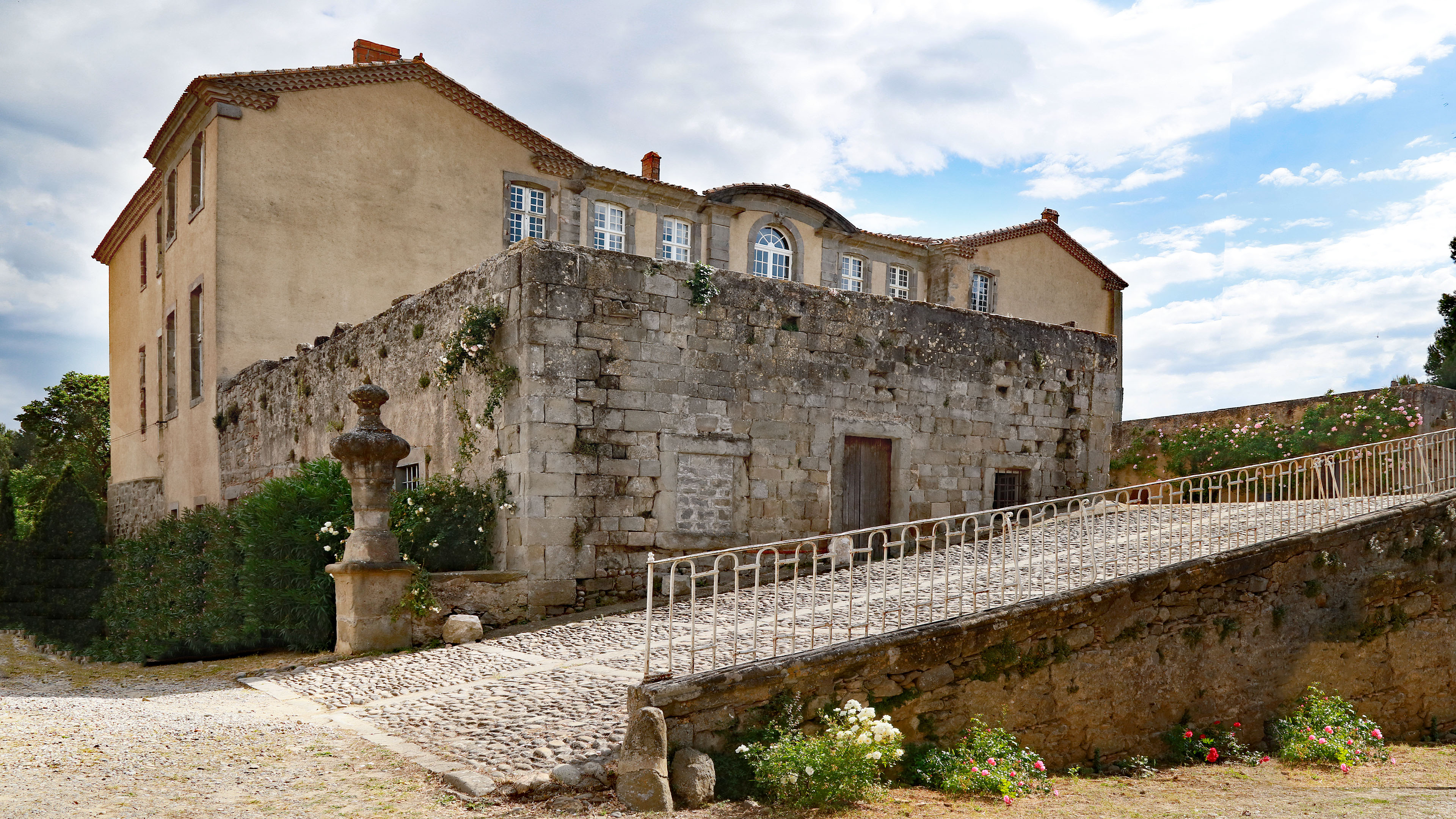
Rampe est.
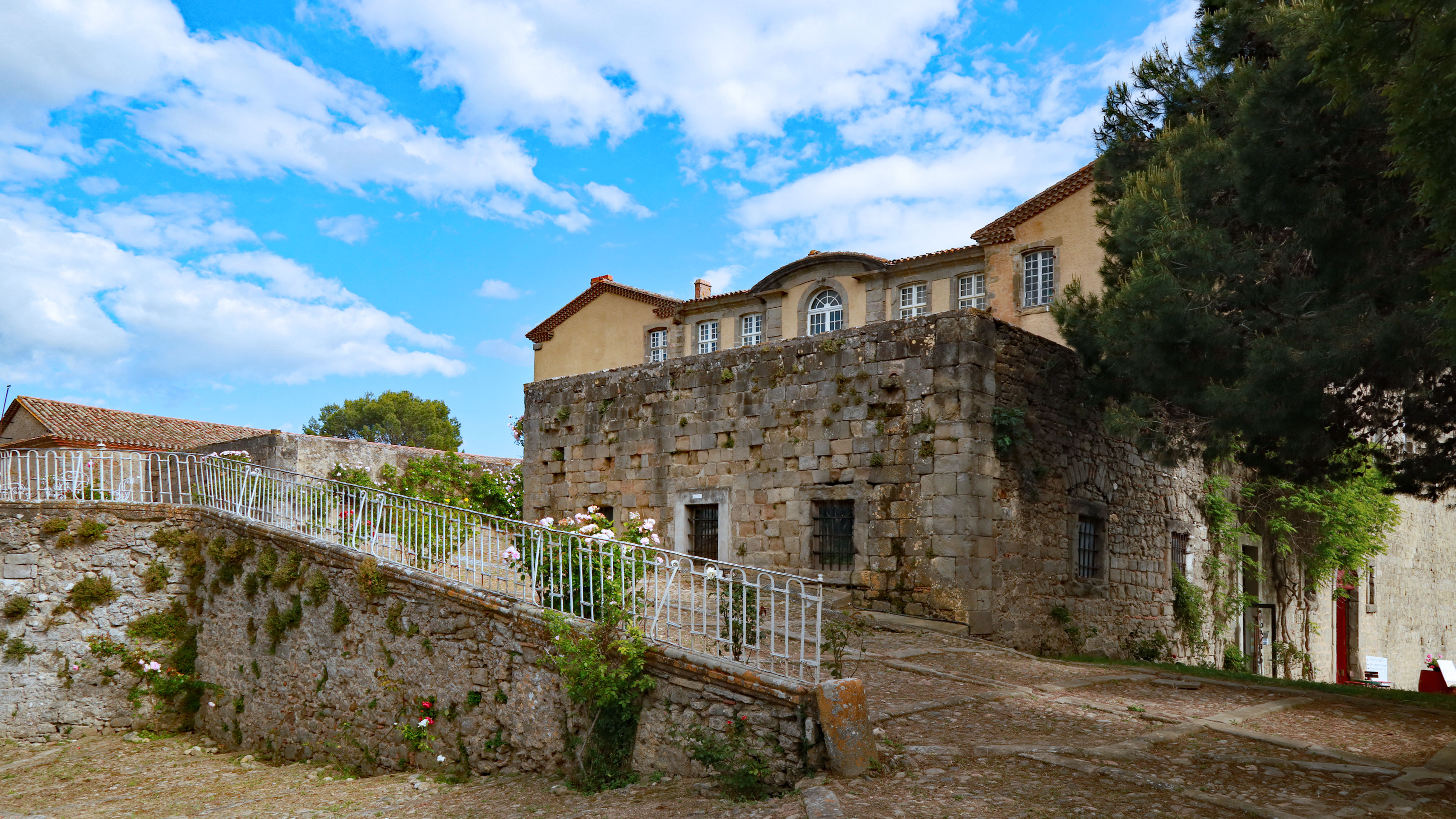
Rampe ouest.

Le château comprend un corps central et deux ailes. La terrasse est soutenue au nord par un mur de forme bastionnée. La grande entrée du château se signale par deux grands portails constitués d’une belle grille en fer forgé. Les piliers, en pierre de taille travaillés en bossage sont surmontés d’une boule. Le couronnement en fer forgé est orné en son centre d’une fleur de lys, signe du titre de noblesse attaché au château. Les deux murs de chaque côté de l’allée montant au château sont ornés de deux grandes corbeilles de pierre parées de godrons. Des ferronneries du XVIIIe clôturent la terrasse. 
L’entrée du château est traitée de manière monumentale par deux pilastres en pierre surmontés d’un fronton curviligne. Le parti architectural est à l’image des constructeurs, les Castanier : pas d’ostentation mais un sens du classique et de la grandeur. 
Les fenêtres étaient ornées de balustrades en fer forgé. Beaucoup de ces ferronneries ont disparu au moment de la Révolution. Sur la porte d'entrée, un heurtoir en boucle ornementé et la serrure sont d'un remarquable travail.

### Décoration intérieure

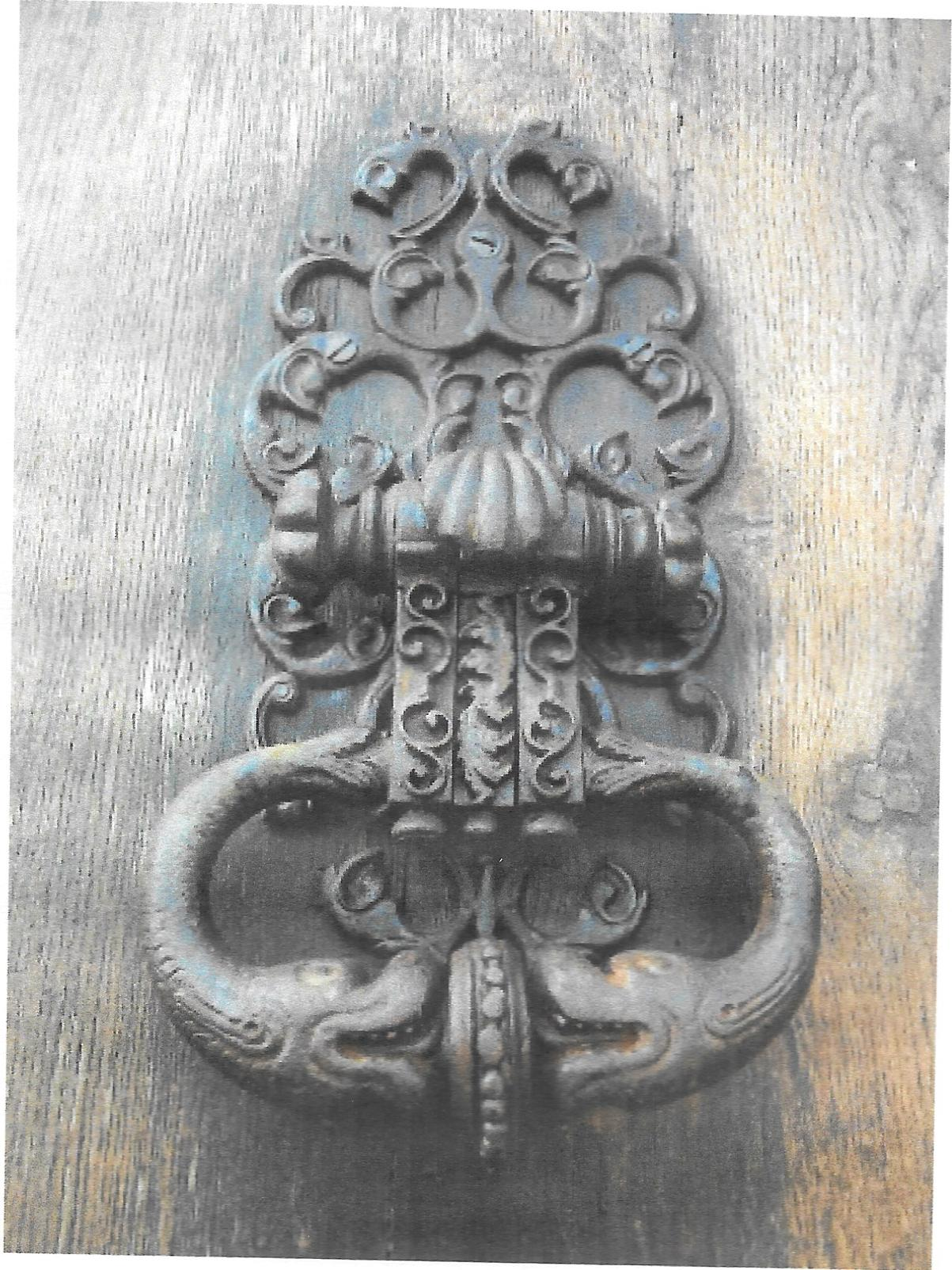
Le heurtoir de l'entrée principale
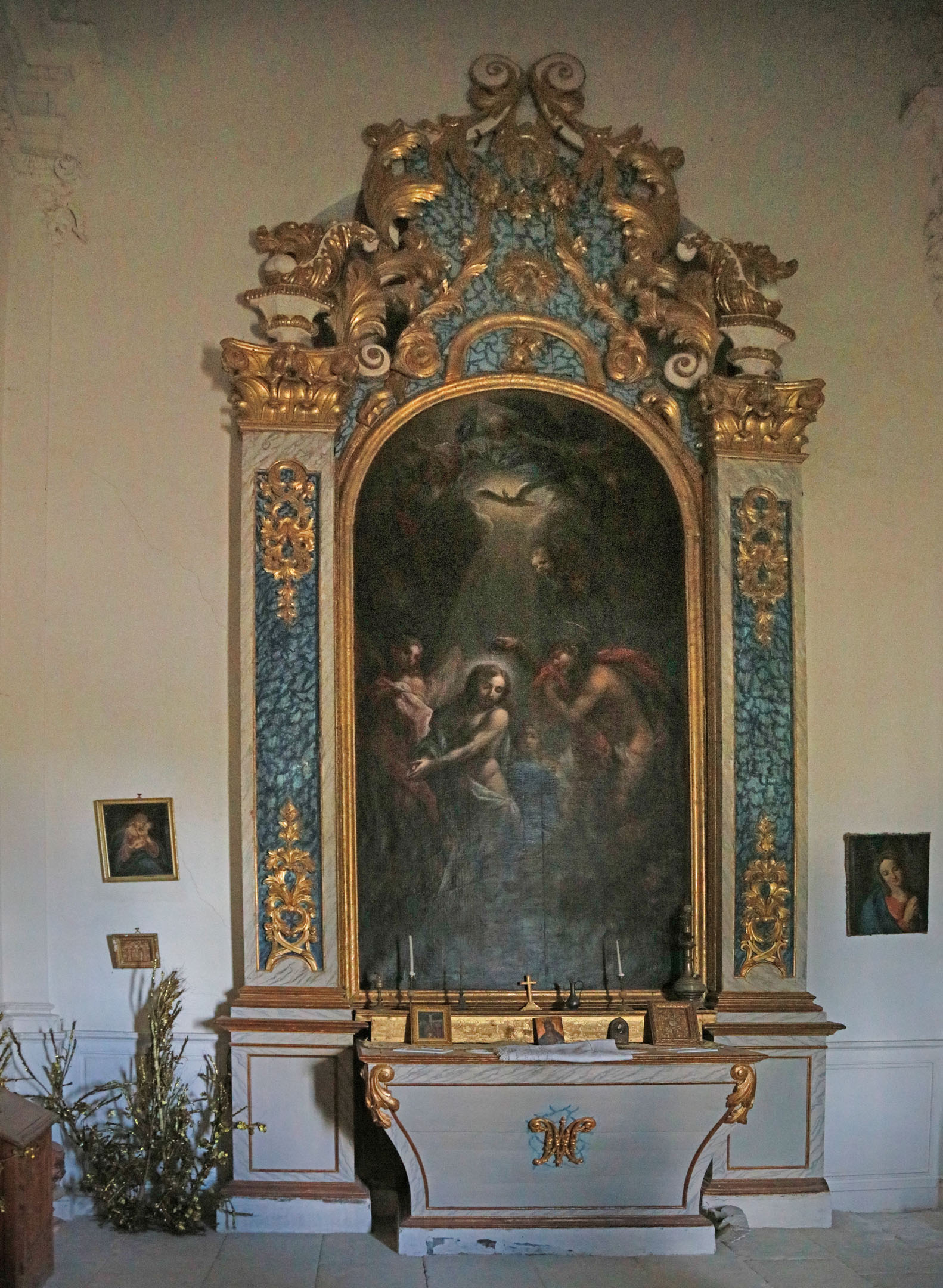
La chapelle.
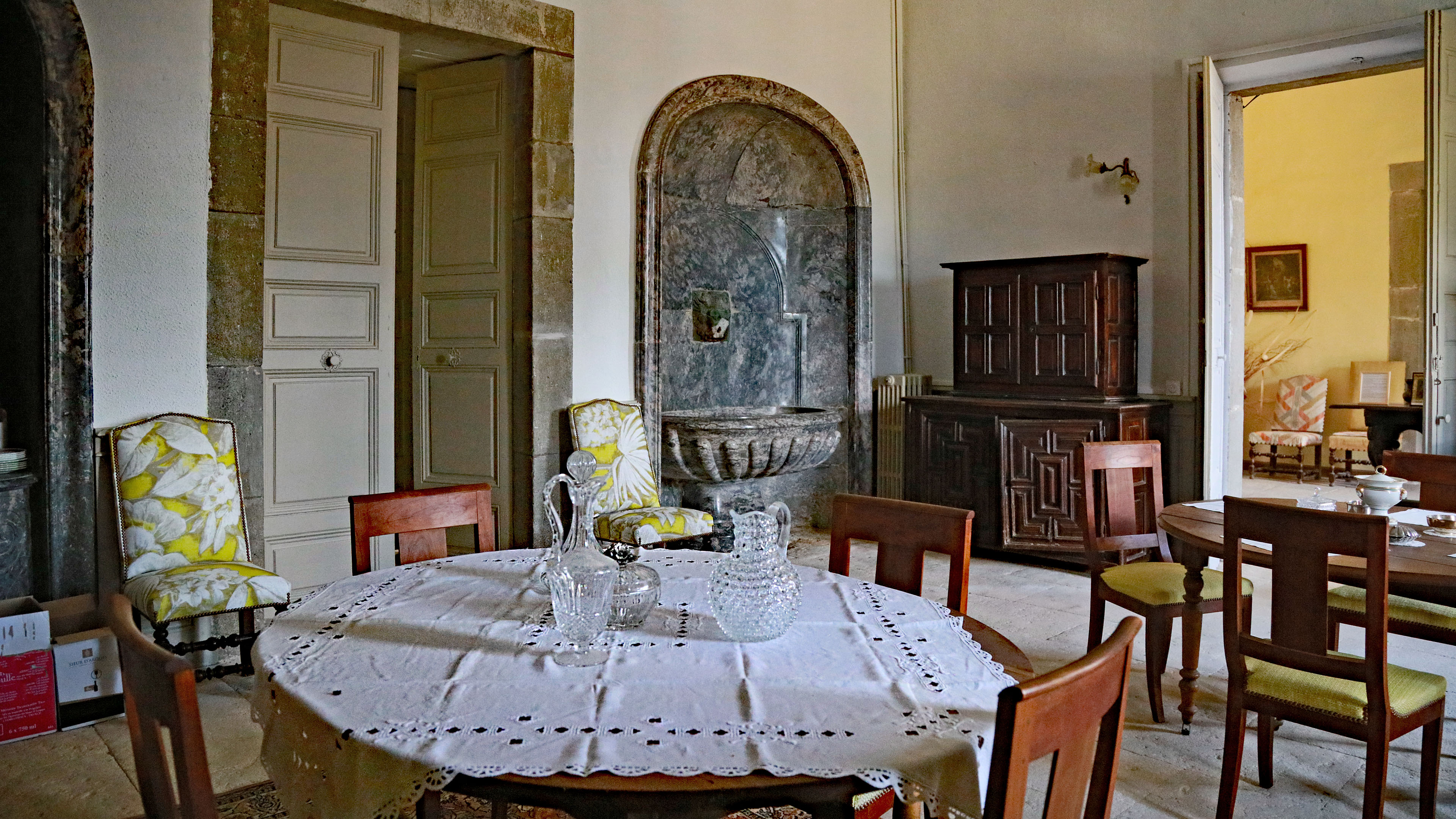
Salle à manger.

Des 1712, Guillaume Castanier entreprend de grands travaux pour agrandir et embellir le château qu’il vient d’acheter. Il fait construire sur toute la partie nord un vaste vestibule ouvrant sur une salle à manger à droite et une chapelle à gauche. La porte d’entrée donnant sur la grande salle du sud est surmontée de l’imposant «blason parlant» des Castanier.
L’aménagement intérieur est d’une majestueuse sobriété. La grande salle (110 m2) a conservé ses dalles en pierre et son plafond à caissons moulurés. À côté le salon actuel était la « chambre de Lamoignon de Malesherbes » qui a séjourné à Couffoulens. Le mobilier de ces pièces a disparu à la Révolution. Nous avons tout un ensemble de gypseries sur le plafond de la grande salle et de la chapelle avec des thèmes classiques: décors floraux, cornes d’abondance, fruits et fleurs. Les Castanier utilisent pour décorer la salle à manger le marbre gris de Caunes pour deux superbes éléments inhérents à une salle à manger du XVIIIe siècle: un dressoir et une fontaine. La vasque de la fontaine, ornée de godrons sur la panse est dans le plus pur style Régence.

#### Chapelle
La chapelle, aménagée par les Castanier à partir d’une chapelle plus ancienne est dédiée à St Jean Baptiste. Une petite porte fait communiquer cette chapelle avec le donjon .

##### Retable et tableau au-dessus de l’autel

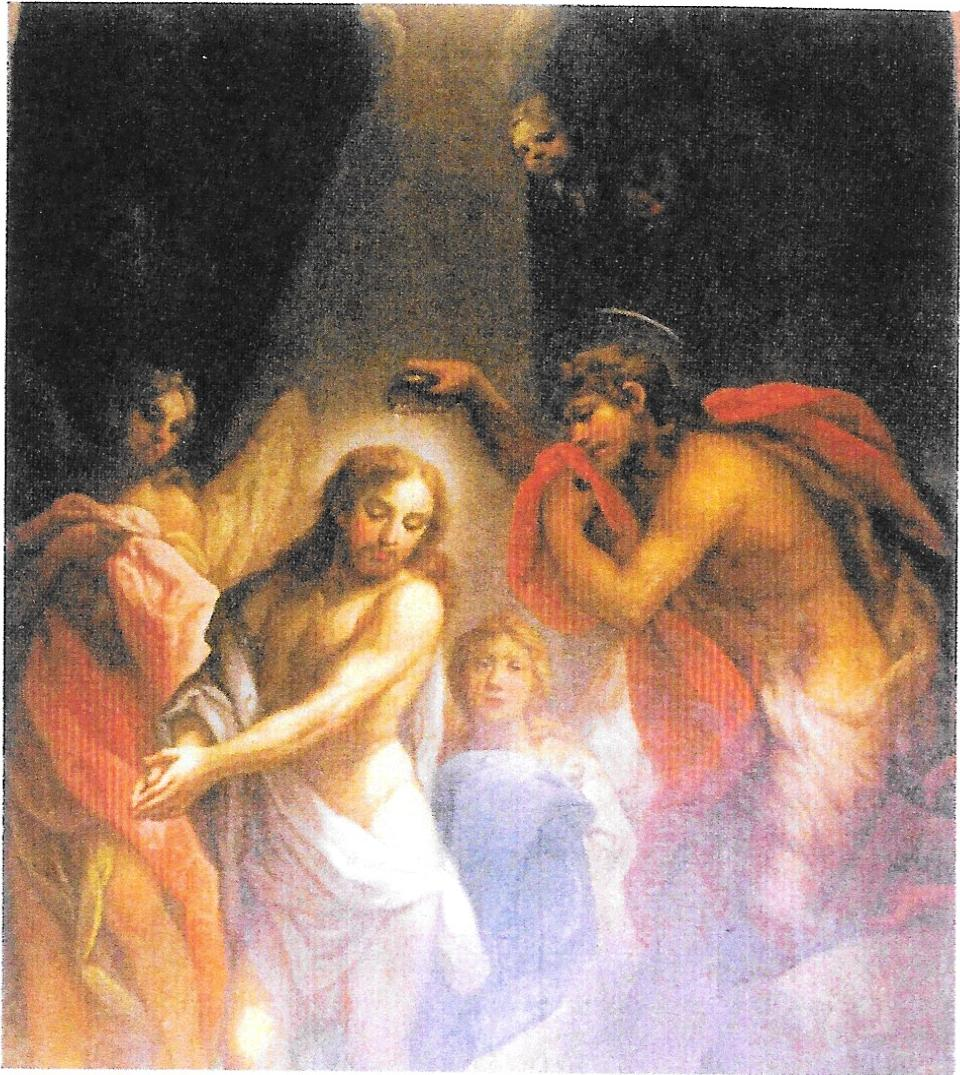
Saint Jean Baptiste

Une lettre de Guillaume Castanier, datant de 1729, indique une commande faite à un peintre toulousain d’un tableau représentant un St Jean- Baptiste. Plusieurs éléments décoratifs nous permettent d’établir qu’il s’agit du peintre Toulousain Antoine Rivalz (1667- 1735). Ce tableau a été récemment classé et très bien restauré.
Au centre du tableau, le Christ accompagné de chaque côté par deux anges, reçoit le baptême de Jean- Baptiste. En haut du tableau, Dieu le père, couronné du symbole de la Trinité, est entouré d’angelots. Un rayon lumineux centré sur la colombe, descend vers le personnage central. Un ange, au centre de la composition, nous regarde intensément.
Un autre personnage dans le coin gauche en bas, un chérubin au sourire énigmatique, tient une oriflamme surmontée d’une croix sur lequel on peut lire: Ecce Agnus Dei. Le baptême du Christ ne préfigure-t-il pas son sacrifice sur la Croix ?
Il faut noter le traitement du clair-obscur, la brillance de la goutte d’eau tombant de la coquille, le traitement du Christ qui est de face, dans une attitude de contrapposto, son pied gauche descendant pour toucher l’eau. Ses mains jointes déportées vers l’avant et le traitement très fin du visage apportent un certain maniérisme qui se retrouve aussi dans le traitement des vêtements du Christ, tunique nouée sur sa hanche ainsi que dans la tunique de St Jean-Baptiste.
Le geste des bras du Christ est assez surprenant, dans une attitude de mise en scène, de caractéristique baroque. Conventionnellement, le Christ reçoit le baptême, les bras croisés sur la poitrine. Ce déportement des bras tendus vers la gauche semble ajouter un surcroît d’acceptation: en acceptant ce baptême, le Christ n’accepte-t-il pas aussi la mort sur la croix ? Ces bras du Christ sont en tout cas la partie la plus magistrale du tableau : on remarque l’étude morphologique des mains et la grande finesse du trait.
On ne peut s’empêcher de faire un rapprochement entre les couleurs dominantes de ce tableau et celles des tableaux religieux du peintre carcassonnais Jacques Gamelin (fin XVIIIe siècle): le bleu intense du vêtement du Christ fait pendant au rouge vif de la draperie de St Jean. Le travail des draperies roses, rouges et bleues est remarquable.

## Valorisation du patrimoine
Le château reçoit régulièrement des événements tel le Marché Oeno’Art.